# Acantholobulus
Acantholobulus is een geslacht van kreeftachtigen uit de klasse van de Malacostraca (hogere kreeftachtigen).

## Soorten
- Acantholobulus bermudensis (Benedict & Rathbun, 1891)
- Acantholobulus mirafloresensis (Abele & Kim, 1989)
- Acantholobulus pacificus (Edmondson, 1931)
- Acantholobulus schmitti (Rathbun, 1930)